# Johan Kievit
Johan Kievit (né en 1627 et mort en 1692) fut bourgmestre régent de Rotterdam et orangiste. Beau-frère de Cornelis Tromp, il fut administrateur de la Chambre de la « Verenigde Oost Indische Compagnie (VOC) », de 1664 à 1666.

## Biographie
Il fuit en Angleterre en août 1666 pour ses négociations secrètes avec l’ennemi au sujet de la restauration de la maison d’Orange lors de la deuxième guerre anglo-néerlandaise. Kievit fut condamné à mort par contumace et entretenu par Charles II Stuart.
Lors de la catastrophique année de 1672 (rampjaar), Kievit écrit une lettre à la Compagnie avec la demande pressante de soutenir le prince Guillaume III et à nouveau lui donner accès à la Compagnie à Rotterdam (lettre envoyée au bon moment, parce que les membres de la compagnie se faisaient rares avant 1672). Kievit fut reçu avec les honneurs à son entrée à Rotterdam. On l’informe que Guillaume III lève la condamnation à condition que ce soit en accord avec la Compagnie à Rotterdam.
En août 1672, Cornelis de Witt se voit accusé par un barbier du nom de Guillaume Tichelaar d’un complot d’assassinat sur le Prince Guillaume III et est enfermé à la prison Gevangenpoort de 's-Gravenhage. 
Lorsque son frère Johan de Witt vint le sortir de prison, à l’appel d’une lettre de Cornelis, il s’avère que la lettre est fausse et qu’il s’agit d’un piège : Johan et Cornelis sont à leur sortie de la prison enlevés de la foule par des bandits à la solde de Kievit. On trancha la tête de Johan de Witt et Cornelis fut abattu, ouvert et pendu par les pieds.
Le 14 septembre 1672, Kievit fut nommé pensionnaire en remerciement pour son soutien à Guillaume III ; il devint en 1673 percepteur fiscal auprès de l’Amirauté de Rotterdam, et bourgmestre régent de la ville en 1678.
Il fut banni de la République en 1689 parce qu’il s’était endetté fiscalement lors de fraudes considérables, révélée en 1685 déjà, sa fille Deborah acheta la liberté de son père en payant l’amende de 20 000 florins, et il mourut quelque temps plus tard en 1692.